# Milán-San Remo 1914
La Milán-San Remo 1914 fue la 8.ª edición de la Milán-San Remo. La carrera se disputó el 5 de abril de 1914. El vencedor final el italiano Ugo Agostoni, que se impuso al esprint en Carlo Galetti y Charles Crupelandt.

## Clasificación final
| Posición | Ciclista            | Equipo         | Tiempo      |
| -------- | ------------------- | -------------- | ----------- |
| 1        | Ugo Agostoni        | Bianchi        | 10h 32' 32" |
| 2        | Carlo Galetti       | Bianchi        | m. t.       |
| 3        | Charles Crupelandt  | La Française   | m. t.       |
| 4        | Jean Alavoine       | Peugeot-Wolber | m. t.       |
| 5        | Giuseppe Santha     | Ganna          | m. t.       |
| 6        | Luigi Ganna         | Ganna          | m. t.       |
| 7        | Luigi Lucotti       | Maino-Dunlop   | m. t.       |
| 8        | Vincenzo Borgarello | Atala          | m. t.       |
| 9        | Donald Kirkham      | -              | m. t.       |
| 10       | Alfonso Calzolari   | Stucchi        | m. t.       |